# Мусерський Дмитро Олександрович
Дмитро Олександрович Мусерський (нар. 29 жовтня 1988, Макіївка, Україна) — український і російський волейболіст, центральний блокуючий команди «Сантори Санбедз», колишній гравець юнацької збірної України та збірної Росії, майстер спорту, олімпійський чемпіон 2012 року (здобув «золоте» олімпійське очко).
Від 5 квітня 2021 року відбував 9-місячну дисквіліфікацію за вживання допінгу — за результатами переперевіряння тесту з травня 2013 року.

## Життєпис
Дмитро Мусерський народився і провів дитинство в Макіївці, Донецької області, Україна.
У волейбол почав грати у 8-річному віці під керівництвом тренера Бориса Михайловича Оснача. У 14 років, по закінченні дев'ятого класу середньої школи, вступив до спортивного інтернату в Харкові на відділення волейболу.
Першим клубом у професійній кар'єрі спортсмена була харківська «Юракадемія», 2005 року його запросили до Білгорода, де впродовж двох років грав у вищій лізі «А» за команду «Локомотив-Білогор'я-2».
2006 року захищав кольори юніорської збірної України на чемпіонаті Східно-Європейської зональної асоціації в Харкові, а у складі молодіжної збірної Україні брав участь у чемпіонаті Європи в Казані.
Восени 2006 року провів кілька матчів за основну команду білгородського клубу в Лізі чемпіонів. Наприкінці 2006 року змінив спортивне громадянство з українського на російське. У сезоні 2008/09 разом зі своїм клубом став володарем Кубка ЄКВ, 2011 — переможцем Кубку світу та Світової ліги. 2010 року — найкращий блокувальник «Фіналу шести» Світової ліги, 2011 р. — найкращий подавальник «Фіналу восьми» цього турніру.
Зріст — 219 см.

## Виступи на Олімпіадах
| Олімпіада   | Дисципліна | Місце |
| ----------- | ---------- | ----- |
| Лондон 2012 | волейбол   | 1     |